# النقاط الحدية

النقاط العظمى والصغرى المحلية والعامة للدالة:cos(3πx)/x, 0.1≤x≤1.1

في الرياضيات، النقاط الحدية (بالإنجليزية: maxima and minima)‏ وتعني حرفياً: العظمى والصغرى، تعرف عمومًا هي تلك النقاط التي تكون عندها قيمة الدالة أعلى ما يمكن أو أدنى ما يمكن ضمن جوار معرف (منحنى حرج) أو على نطاق الدالة
بشكل عام، تعرف النقاط العظمى والصغرى من نظرية المجموعات بأنها أعلى وأقل قيم في المجموعة. يعد إيجاد النقاط العظمى والصغرى (الحرجة) نواة الإستمثال الرياضي.

## تعريف تحليلي
يقال أن الدالة f المعرفة على خط الأعداد لها نقطة عظمى محلية أو نسبية عند النقطة x∗, إذا وجدت قيمة لـ ε> 0 بحيث f(x∗) ≥ f(x) عندما |x − x∗| <ε. قيمة الدالة عند هذه النقطة - نقطة محلية عظمى للدالة. بالمثل، يوجد للدالة نقطة محلية صغرى عند x∗, إذا كان f(x∗) ≤ f(x) عند |x − x∗| <ε. قيمة الدالة عند هذه النقطة تدعى صغرى.
يوجد للدالة نقطة عظمى عامة (أومطلقة) عند x∗ إذا كان f(x∗) ≥ f(x) لجميع قيم x. بالمثل، للدالة نقطة دنيا عامة (أومطلقة) إذا كانت عند x∗ f(x∗) ≤ f(x) لجميع x. تعرف النقاط العظمى والصغرى العامة أيضًا بأنها وسيط أعظمي وسيط أدنى: الوسيط (المدخل) والتي تقع عليها العظمى والصغرى على التوالي.

## إيجاد النقاط العظمى والصغرى للدالة
يمثل البحث عن النقاط العظمى والصغرى الهدف الأساسي من الاستمثال. إذا كانت الدالة متصلة على فترة مغلقة، فإنه ومن مبرهنة القيمة الحرجة توجد نقاط عظمى وصغرى. إضافة لذلك، النقطة العظمى (أو الصغرى) العامة يجب أن تكون إما عظمى (أوصغرى) محلية في المجال الأدنى وإما أن تقع على حدود المجال. بالتالي فإن أحد السبل المتمثلة في البحث عن هذه النقاط تكمن في البحث عن جميع النقاط المحلية العظمى (أو الصغرى) داخل المجال أو على الحدود وانتقاء أكبر وأصغر القيم.
يمكن إيجاد النقاط الحرجة أيضًا بواسطة مبرهنة فيرمات، والتي تنص على وجوب وجودها عند النقاط الحرجة. يمكن للمرء تمييز ما إذا كانت النقطة الحرجة هي عظمى أم صغرى محلية وذلك باللجوء إلى اختبار المشتقة الأولى أو اختبار المشتقة الثانية.

## أمثلة

النقطة العظمى العامة للدالة تقع على x = e.

- الدالة x2 لها قيمة مميزة صغرى عند x = 0.
- الدالة x3 ليس لها أي نقاط عظمى أو صغرى عامة. بالرغم من أن هذا المشتق الأول (3x2) هو عند 0 x = 0, تدعى هذه نقطة انقلاب.
- الدالة {\displaystyle {\sqrt[{x}]{x}}} لها قيم عظمى عامة فريدة عند x = e. (انظر الرسم)
- الدالة x-x نهاية صغرى عامة عند x = 1/e.
- الدالة x3/3 − x تكون مشتقتها الأولى x2 − 1 ومشتقتها الثانية 2x. بمساواة المشتق الأول بالصفر وحل المعادلة في x نحصل على قيم ساكنة عند at −1 و+1. من إشارة المشتق الثاني عند القيم نجد أن −1 عظمى محلية وأن +1 صغرى محلية. لاحظ أن هذه الدالة لاتملك نقاط عظمى أو صغرى عامة.

في الرياضيات، تعرف النقطة x* على أنها حد أعلى محلي أو نهاية عليا محلية لتابع f إذا وجد عدد ε> 0 ما يحقق :
f(x*) ≥ f(x) من أجل جميع قيم x مع |x-x*| <ε
الحد الأدنى المحلي أو النهاية الصغرى المحلية هي نقطة x* لتابع حيث:
f(x*) ≤ f(x) من أجل جميع قيم x مع تحقق |x-x*| <ε.
تبدو النهايات المحلية في مخططات التوابع بشكل قعر وادي من وديان المخطط.